# Chris Taylor (luchador)
Chris Taylor (Michigan, Estados Unidos, 13 de junio de 1950-30 de junio de 1979) fue un deportista estadounidense especialista en lucha libre olímpica donde llegó a ser medallista de bronce olímpico en Múnich 1972.

## Carrera deportiva
En los Juegos Olímpicos de 1972 celebrados en Múnich ganó la medalla de bronce en lucha libre olímpica de pesos de más de 100 kg, siendo superado por el soviético Aleksandr Medved (oro) y el búlgaro Osman Duraliev (plata).

## Galería

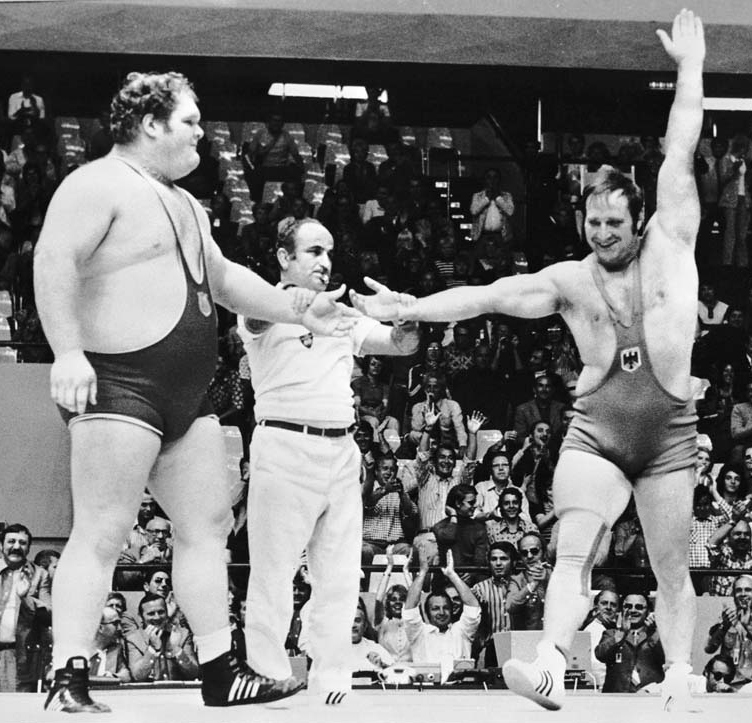
Taylor vs. Dietrich, Olimpiadas de 1972
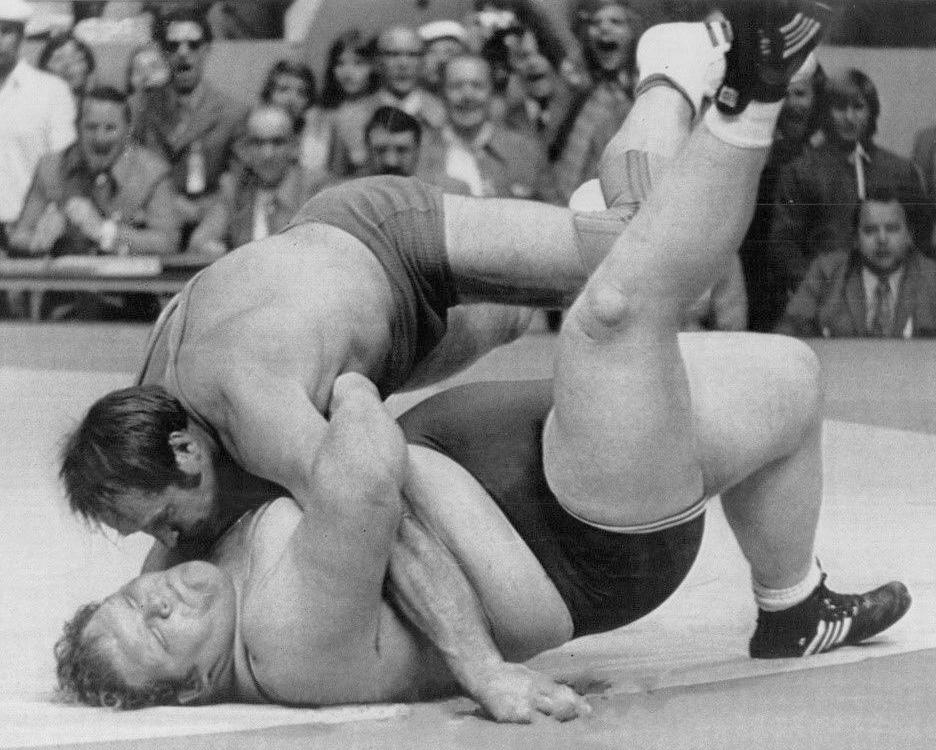
Taylor vs. Dietrich, Olimpiadas de 1972
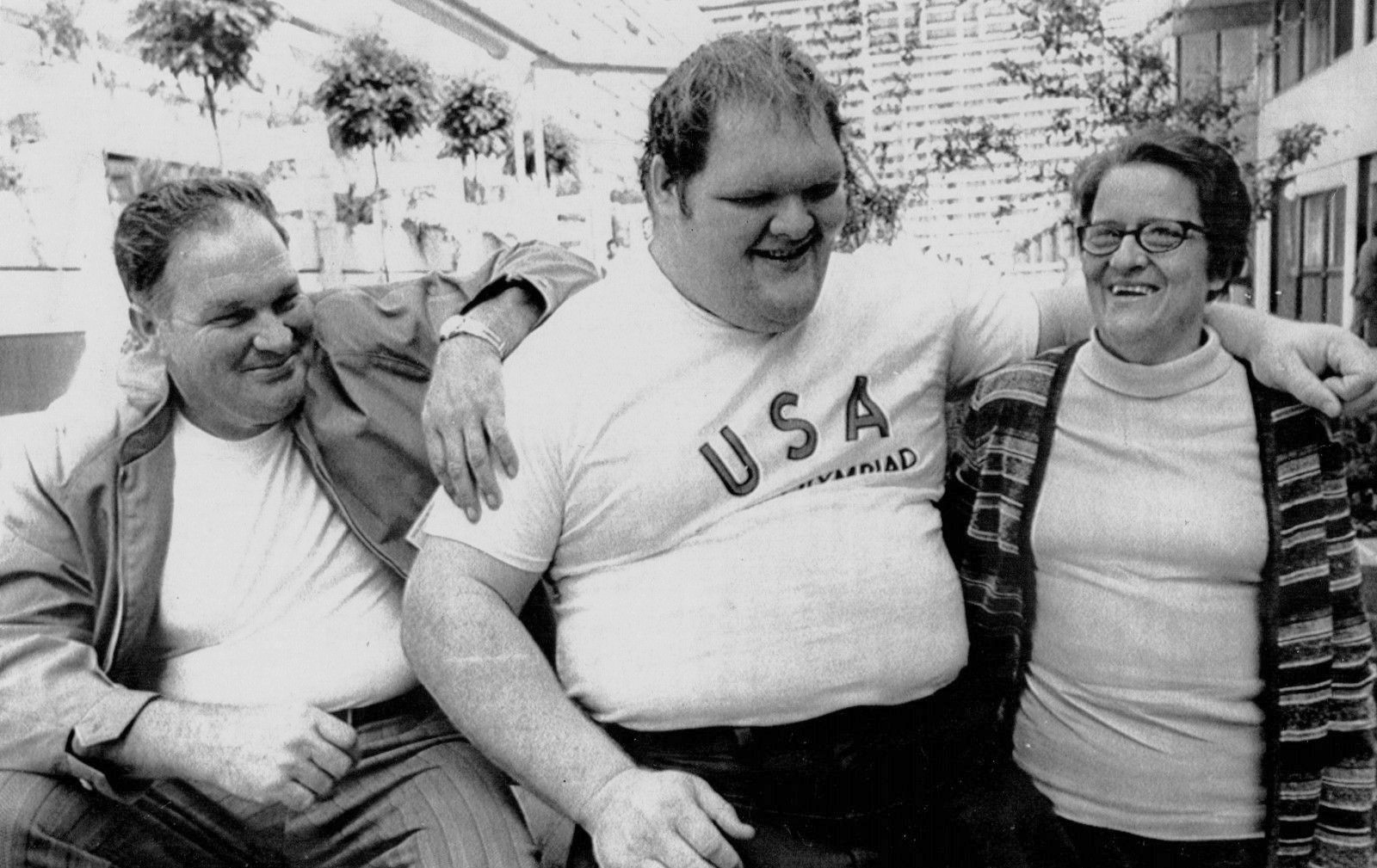
Taylor con su familia en las Olimpiadas de 1972
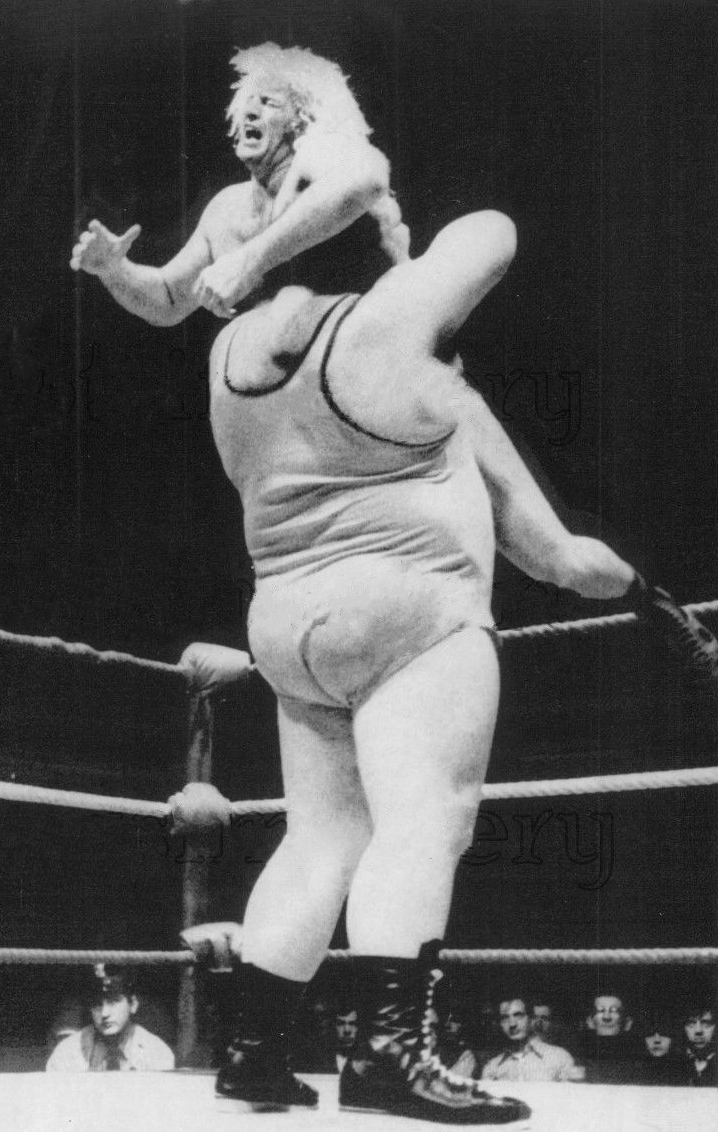
Taylor vs Goulet en 1973
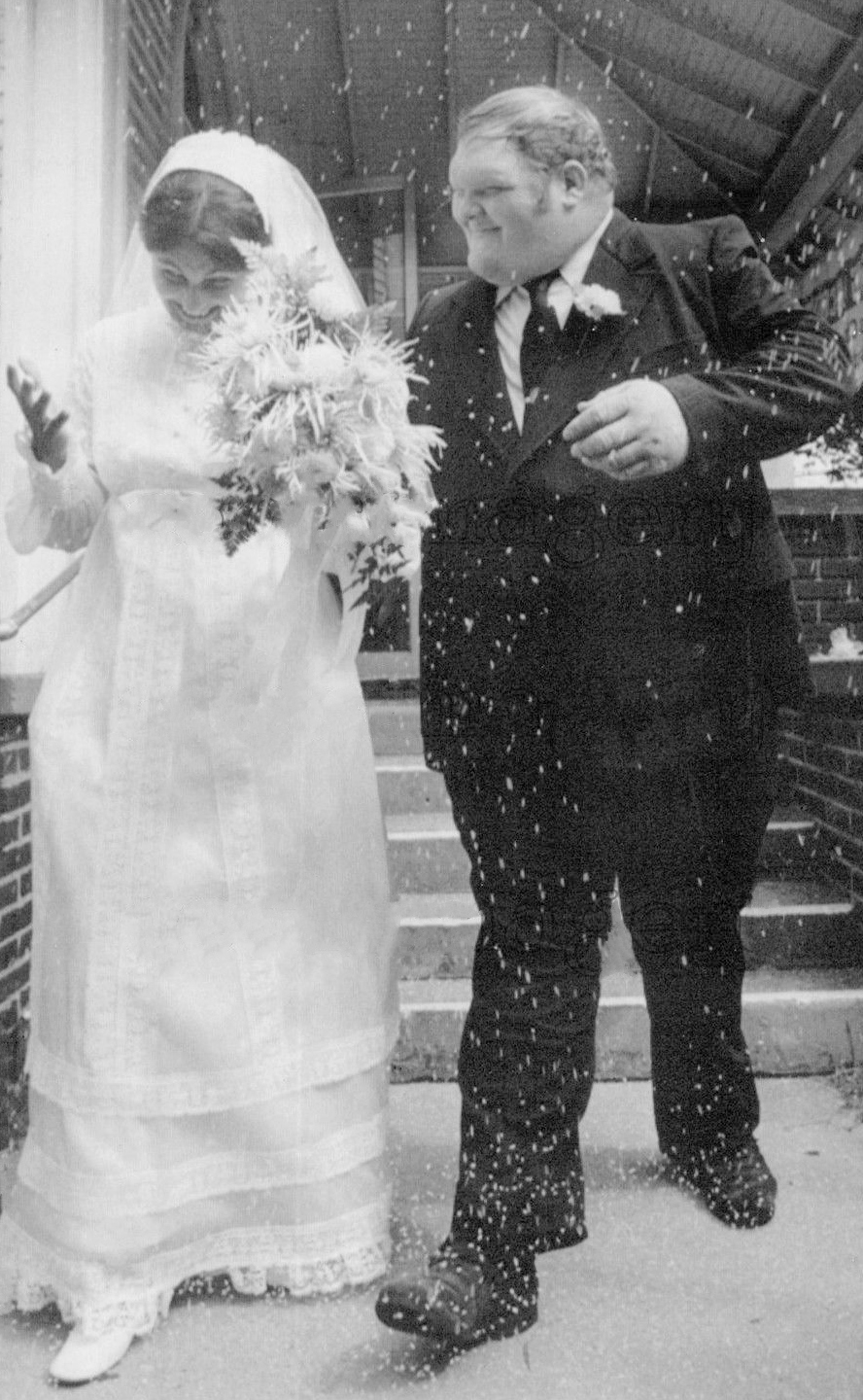
Taylor el día de su boda, 1973